# Never Before (The Byrds)
Never Before è un album compilation del gruppo musicale statunitense The Byrds, consistente in materiale precedentemente inedito, versioni alternative di brani conosciuti, e rarità varie. Il disco venne inizialmente pubblicato dalla Re-Flyte Records nel dicembre 1987 e successivamente ristampato in formato CD nel 1989, con l'aggiunta di sette tracce bonus.

## Il disco
Never Before consiste di materiale registrato tra il 1965 e il 1967 dalla formazione originale dei Byrds: Roger McGuinn, Gene Clark, David Crosby, Chris Hillman, e Michael Clarke (anche se Clark aveva lasciato la band nel 1966).
Negli anni successivi alla sua pubblicazione, molte delle tracce presenti in Never Before sono state incluse nelle successive uscite dei Byrds, come le riedizioni espanse degli album di studio pubblicate dalla Columbia/Legacy e i cofanetti box set The Byrds e There Is a Season. Due tracce che non sono state ripubblicate da nessuna altra parte sono il mixaggio stereo di Lady Friend, con una nuova parte di batteria, e lo scarto di The Notorious Byrd Brothers intitolata Flight 713. Never Before è attualmente fuori catalogo e non reperibile nei normali canali di distribuzione.

## Tracce
Lato 1
1. Mr. Tambourine Man [previously unreleased stereo mix] (Bob Dylan) – 2:19
2. I Knew I'd Want You [new stereo mix] (Gene Clark) – 2:18
3. She Has a Way [previously unreleased] (Gene Clark) – 2:32
4. It's All Over Now, Baby Blue [previously unreleased] (Bob Dylan) – 2:59
5. Never Before [previously unreleased] (Gene Clark) – 3:03

Lato 2
1. Eight Miles High [previously unreleased alternate take] (Gene Clark, Roger McGuinn, David Crosby) – 3:22
2. Why [previously unreleased alternate take] (Roger McGuinn, David Crosby) – 2:43
3. Triad [previously unreleased] (David Crosby) – 3:32
4. It Happens Each Day [previously unreleased] (David Crosby) – 2:37
5. Lady Friend (David Crosby) – 2:33

### Bonus tracks (Ristampa CD 1989)
1. I Know My Rider (I Know You Rider) [previously unreleased] (tradizionale, arrang. Roger McGuinn, Gene Clark, David Crosby) – 2:49
2. Why (Single Version) [previously unreleased stereo mix] (Roger McGuinn, David Crosby) – 3:03
3. She Don't Care About Time [previously unreleased stereo mix] (Gene Clark) – 2:31
4. Flight 713 (Instrumental) [previously unreleased] (Roger McGuinn, Chris Hillman) – 2:36
5. Psychodrama City [previously unreleased] (David Crosby) – 2:22
6. Don't Make Waves (Single Version) [previously unreleased stereo mix] (Roger McGuinn, Chris Hillman) – 1:37
7. Moog Raga (Instrumental) [previously unreleased] (Roger McGuinn) – 2:55

## Formazione
The Byrds
- Roger McGuinn - chitarra solista, sintetizzatore Moog, voce
- Gene Clark - tamburello, voce
- David Crosby - chitarra ritmica, voce
- Chris Hillman - basso, chitarra acustica, voce
- Michael Clarke - batteria

Personale aggiuntivo
- Jerry Cole - chitarra ritmica (tracce 1–2)
- Larry Knechtel - basso (tracce 1–2)
- Leon Russell - pianoforte elettrico (tracce 1–2)
- Hal Blaine - batteria (tracce 1, 2, 14)
- Hugh Masekela – tromba (traccia 10)
- Musicista sconosciuto - batteria (traccia 10)